# El regreso (película argentina de 2003)
El regreso  es una película argentina dirigida por Hugo Lescano sobre guion de Axel Nacher que se estrenó el 10 de abril de 2003 y que tuvo como protagonistas a Lito Cruz y María Socas.

## Sinopsis
Baigorria, que fue policía, regresa a su pueblo después de un año de ausencia con el fin de vengarse de Reyes, un excompañero que lo traicionó.

## Reparto
- José Luis Alfonzo	 ...	Vargas
- Sonia Amesua	 ...	Prostituta 2
- Emilio Bardi	 ...	Camillotti
- Carlos Alfonso Chalau	 ...	Gendarme
- Ezequiel Cipols	 ...	Policía 2
- Lito Cruz	 ...	Juan Baigorria
- Gustavo Ferrari	 ...	Martin
- Rina Gliseles	 ...	Boletera Estación
- Manuel Longueira	 ...	Lucaro
- Enrique Lourenco	 ...	Moreno
- Gustavo Palomino	 ...	Policía 1
- Juan Palomino	 ...	Oscar Reyes
- Fabián Rendo	 ...	Farias
- Leonardo Saggese	 ...	Lencina
- Jandiara Santos	 ...	Prostituta 1
- María Socas	 ...	Norma
- Alfredo Vasco	 ...	Luna

## Comentarios
Para el sitio del cinenacional El regreso “es un thriller demasiado convencional y filmado con poca habilidad. Con reminiscencias de las películas violentas de Juan Carlos Desanzo, el film resulta obsoleto y aburrido.” Por su parte el crítico de Clarín opinó:

“El regreso no es un filme que asombre por su originalidad, sus diálogos, ni siquiera por las escenas de acción, a las que más temprano que tarde suelen llevar estos relatos…está bien contada aunque mucho —tal vez, demasiado— sea previsible….A su favor… cuenta con la aparente sorpresa que otorga la trama al retacearle información al espectador, pese a que la historia está contada desde el presente con recurrentes flashbacks. Así, primero intuimos y luego nos enteramos de que Reyes (Juan Palomino), aprovechando las borracheras de su superior, se escapaba a visitar a la mujer de su jefe (María Socas), que tiene un bebé. Reyes hoy cojea, sin ninguna doble connotación por parte de nadie, y más de uno le tiene miedo a ese regreso que será, es fácil de adivinar, fatal. Las actuaciones son correctas porque a Cruz, Palomino, Socas, Emilio Bardi y José Luis Alfonzo no se les exige tampoco demasiado. La forma a veces mejora al contenido, y El regreso es un apuesta válida dentro de un panorama del cine local en el que muchos olvidan volver atractiva la narración, para, en definitiva, contar poco o nada. No es el caso.”

La crónica de La Nación señala que la película narra un ajuste de cuentas que se percibe como una fatalidad y que describe con detenimiento en una sucesión de hechos que son como los pasos necesarios de una ceremonia y luego expone:

“Los elementos que intervendrán en la construcción dramática son expuestos gradualmente…. Nada se sabe por el momento de las causas que motivan el inquietante regreso; sí de la inquebrantable determinación y la fiereza que el hombre pondrá en juego para cumplir con la misión que se impuso….Todo el rompecabezas irá deduciéndose de a poco, en parte gracias a los escuetos diálogos entre los personajes y a sus comportamientos, pero en buena medida también gracias a los flashbacks….Una construcción tan compacta y austera como la que propone el guion de Axel Nacher exige dominio total del tiempo narrativo; absoluta claridad de exposición; exactitud en la administración gradual de la tensión; rigor para calibrar el peso expresivo de cada plano, cada acción y cada palabra; firmeza para sostener el clima opresivo, y sagacidad para colocar el acento allí donde la atención empieza a flaquear. Un lenguaje de precisión, en fin, que no admite titubeos ni desatenciones y con el que aquí sólo se acierta por momentos. Si no anulan del todo el interés de la trama, tales fluctuaciones hacen mella en el resultado final. En lugar de alcanzar un crecimiento constante, la progresión dramática se estanca a veces y otras sufre repentinos sobresaltos. Por otra parte, el relato procura atrapar lo esencial del conflicto, reducir lo anecdótico para concentrarse en el engranaje de sentimientos que determinan cada conducta y para subrayar la atmósfera de fatalidad, pero al malograrse la búsqueda, ese despojamiento próximo a la abstracción condena a los personajes al esquematismo. Lito Cruz es quien mejor parece comprender los propósitos del realizador y confiere a su personaje la intensidad exigida. Deben anotarse en favor de Lescano su apuesta por un lenguaje que confía en la elocuencia de las imágenes y su visible propósito de evitar discursos explicativos y diálogos superfluos. También es destacable el cuidado tratamiento de la banda sonora, a la que hace interesantes aportes la música de Jorge Zima.”